# Nicole Burns-Hansen

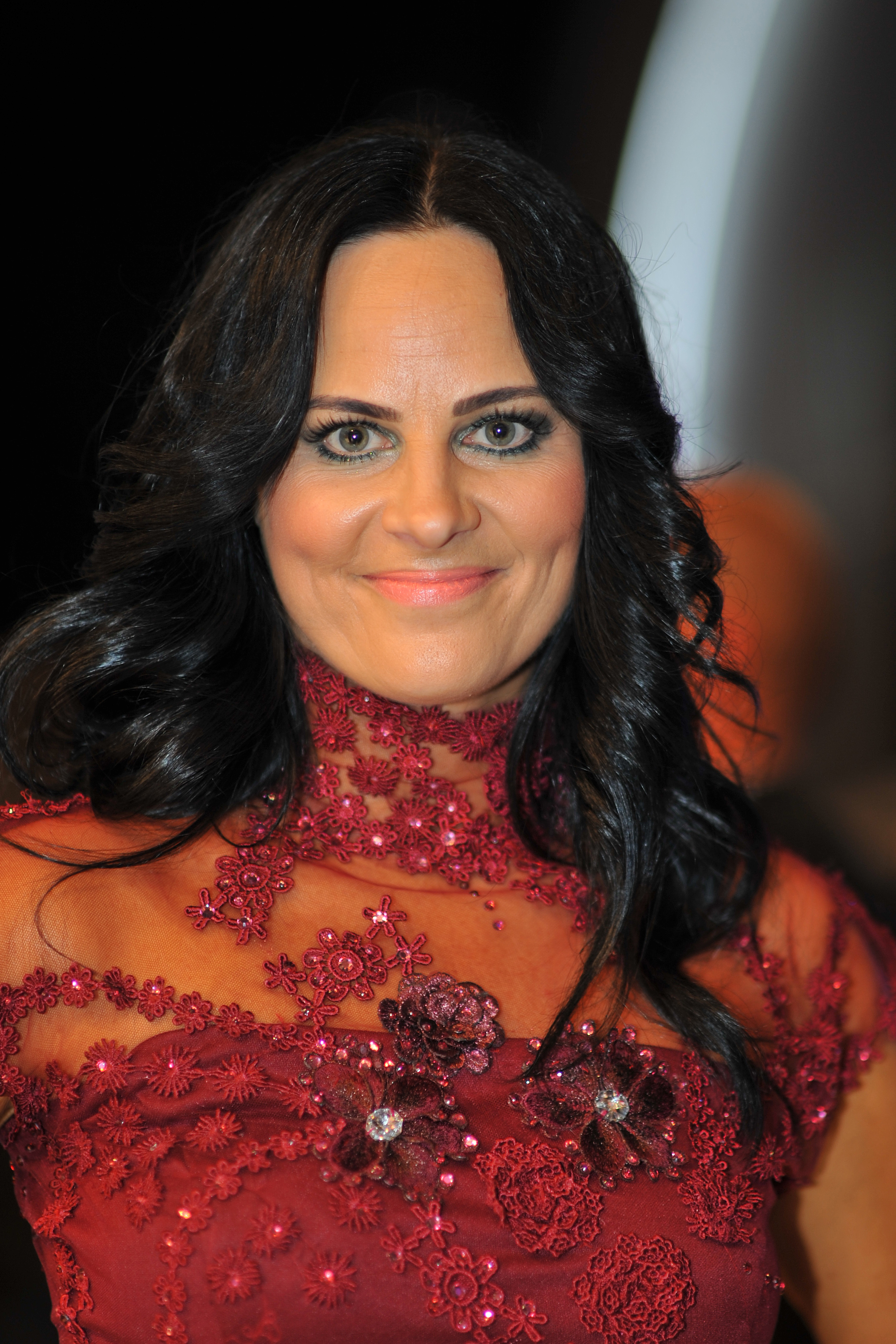
Nicole Hansen 2013

Nicole Hansen, 1999 bis 2017 Nicole Burns-Hansen (* 23. November 1973 in Bern) ist eine Schweizer Wertungsrichterin im Tanzsport und ehemalige Profitänzerin. Bekannt wurde sie vor allem in Österreich, in der ORF-Show Dancing Stars, wo sie von 2005 bis 2020 Jury-Mitglied war.

## Leben
Nicole Hansen wurde als Tochter von Erika und Peter Hansen in Bern geboren. Von ihrem 6. bis 14. Lebensjahr nahm Hansen an Ballett-, Stepp- und Jazzdance-Kursen teil. Außerdem spielte sie in einigen Musicals mit. Ab ihrem 15. Lebensjahr bekam sie Tanzunterricht in der Tanzschule ihrer Eltern. Diese waren im Zeitraum 1973–1982 neunmal Schweizer Meister in den Standard-Tänzen. Nach dieser Laufbahn eröffneten sie ihre eigene Tanzschule. Mit 18 Jahren feierte Hansen ihren ersten großen Triumph: Sie wurde mit ihrem Tanzpartner Roland Haller Schweizer Tanzmeisterin. Nach ihrem Schulabschluss machte sie eine kaufmännische Lehre. Im Alter von 20 Jahren ging sie 1994 nach London, da sie in der Schweiz keinen passenden Tanzpartner mehr fand. In London bekam sie dann von Donnie Burns, einem ehemaligen schottischen Tanzprofi und 14-fachen Profiweltmeister im lateinamerikanischen Tanz, das Angebot, mit ihm bei Profishows mit lateinamerikanischen Tänzen aufzutreten. 1999 heirateten die beiden; im März 2008 wurde die Scheidung eingereicht.
Seit 2000 ist Hansen Wertungsrichterin im Tanzsport. Außerdem war sie von 2005 bis 2020 Jurorin bei der österreichischen Fernsehshow Dancing Stars. Nachdem im Frühjahr 2020 wegen der Corona-Pandemie nur eine Sendung stattgefunden hatte, konnte sie zur Fortsetzung der Staffel im Herbst nicht anreisen, 2021 bekam sie keinen neuen Vertrag. Im Jahr 2008 war sie Teilnehmerin in der Show des ORF Die Überflieger. Weiters hatte sie im April 2009 einen Auftritt in der satirischen österreichischen Talkshow Wir sind Kaiser und im Jahre 2011 in der Folge Österreich wählt den beliebtesten Dancingstar der Sendereihe Österreich wählt. Seit 2017 tritt sie wieder unter dem Namen Nicole Hansen auf.

## Erfolge
Schweizer Meister der Hauptkategorie (HK) in den Lateinamerikanischen Tänzen:
- 1992 (Tanzpartner Roland Haller)
- 1993 (Tanzpartner Roland Haller)
- 1994 (Tanzpartner Roland Haller)
- 1995 (Tanzpartner Simone Onnis)
- 1997 (Tanzpartner Hubert Pierzchalo)
- 1998 (Tanzpartner Hubert Pierzchalo)
- 1999 (Tanzpartner Hubert Pierzchalo)